# Estero de Codegua
Estero de Codegua är ett vattendrag i Chile.   Det ligger i regionen Región de O'Higgins, i den södra delen av landet, 60 km söder om huvudstaden Santiago de Chile.
Trakten runt Estero de Codegua består till största delen av jordbruksmark. Runt Estero de Codegua är det ganska glesbefolkat, med 38 invånare per kvadratkilometer.